# Dynastinae
Dynastinae (MacLeay, 1819) è una sottofamiglia di Coleotteri scarabeidi diffusa in tutto il mondo, con straordinaria abbondanza di specie nei paesi tropicali.

Noti e molto popolari in ogni regione del mondo, sono uno dei gruppi preferiti tra i collezionisti per le dimensioni e la straordinaria diversità delle appendici cefaliche e toraciche che li caratterizzano.

## Descrizione

### Adulto
I Dinastini sono caratterizzati da corpo tozzo e massiccio, e dal fatto che i maschi di molte specie recano corna e protuberanze sul capo e sul torace. Alcune specie, come il Dynastes hercules possono raggiungere dimensioni davvero notevoli.

Le tribù meno evolute (Cyclocephalini, Pentodontini) e le femmine sono invece quasi completamente prive di appendici e possono essere distinte dagli altri scarabeidi per la corporatura e per le mandibole allargate sul lato esterno così da essere visibili ai lati del clipeo.

### Larva
Come tutti gli scarabeidi, la larva è di tipo melolontoide, cioè a forma di "C", bianca, carnosa, con la testa e le zampe sclerificate di color rossastro più o meno scuro. Lungo i fianchi le larve presentano dei fori chitinosi che ne costituiscono l'apparato respiratorio

## Biologia
Molti dinastini vivono da larva nell'humus o all'interno di tronchi marci, pochi (Pentodon) sono rizofagi e possono causare danni all'agricoltura.

Come per i Cetoniinae e i Melolonthinae, la ninfosi avviene dentro un bozzolo composto di escrementi della stessa larva agglutinati insieme.

Gli adulti si rinvengono in vicinanza degli ambienti che li hanno nutriti da larva: sul terreno o in vicinanza di vecchi alberi; sono perlopiù crepuscolari o notturni, soprattutto le specie tropicali, e possono venire attirati dalle luci dei lampioni o quelle UV.

## Sistematica
La sottofamiglia Dynastinae è suddivisa in otto tribù, di cui due sole (Pentodontini, Oryctini) sono presenti in Italia:
- Agaocephalini Burmeister, 1847
- Cyclocephalini Laporte, 1840
- Dynastini MacLeay, 1819
- Hexodontini Lacordaire, 1856
- Oryctini Mulsant, 1842
- Oryctoderini Endrödi, 1966
- Pentodontini Mulsant, 1842
- Phileurini Burmeister, 1847

### Alcune specie

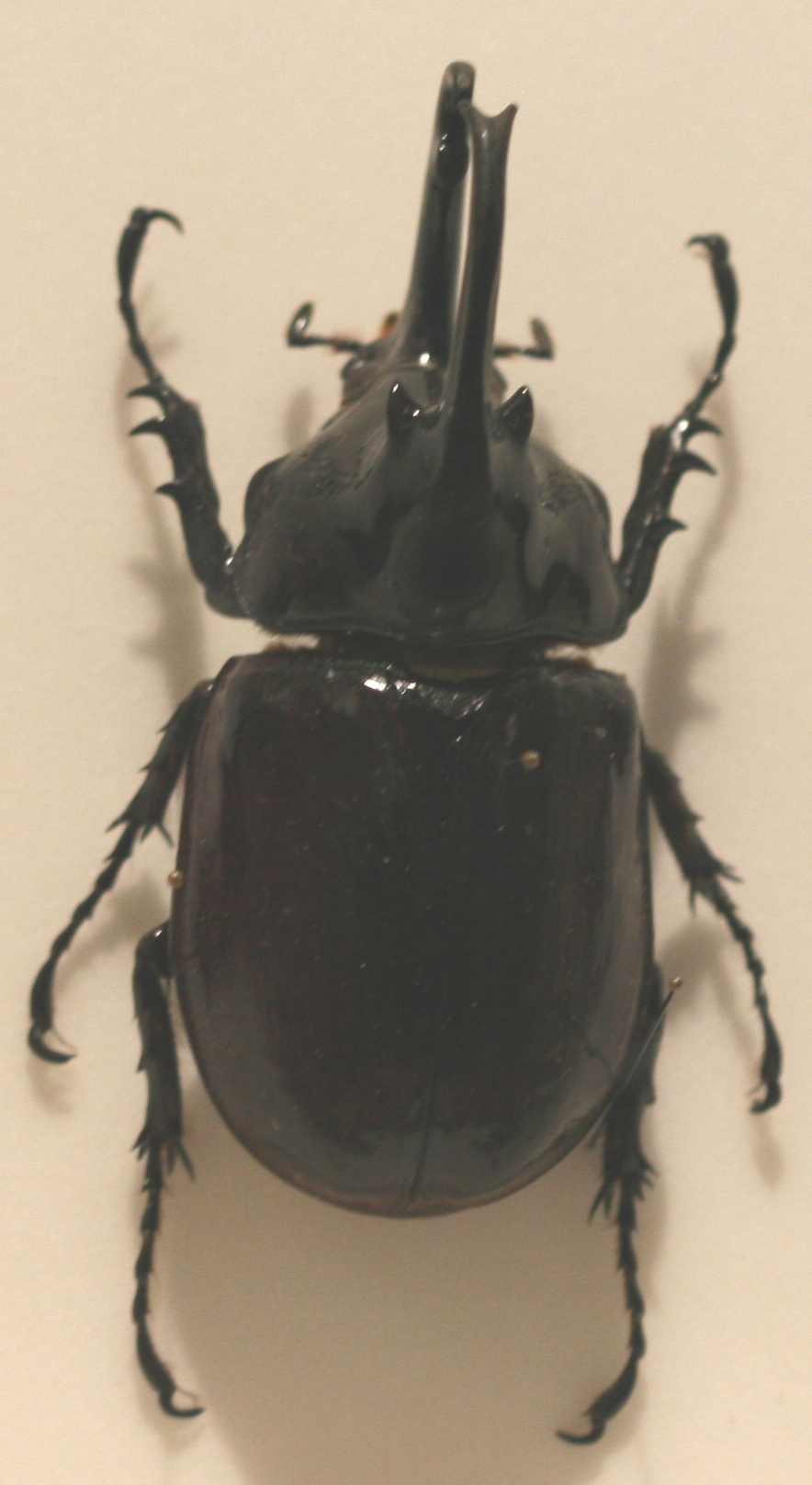
Augosoma centaurus Dynastini
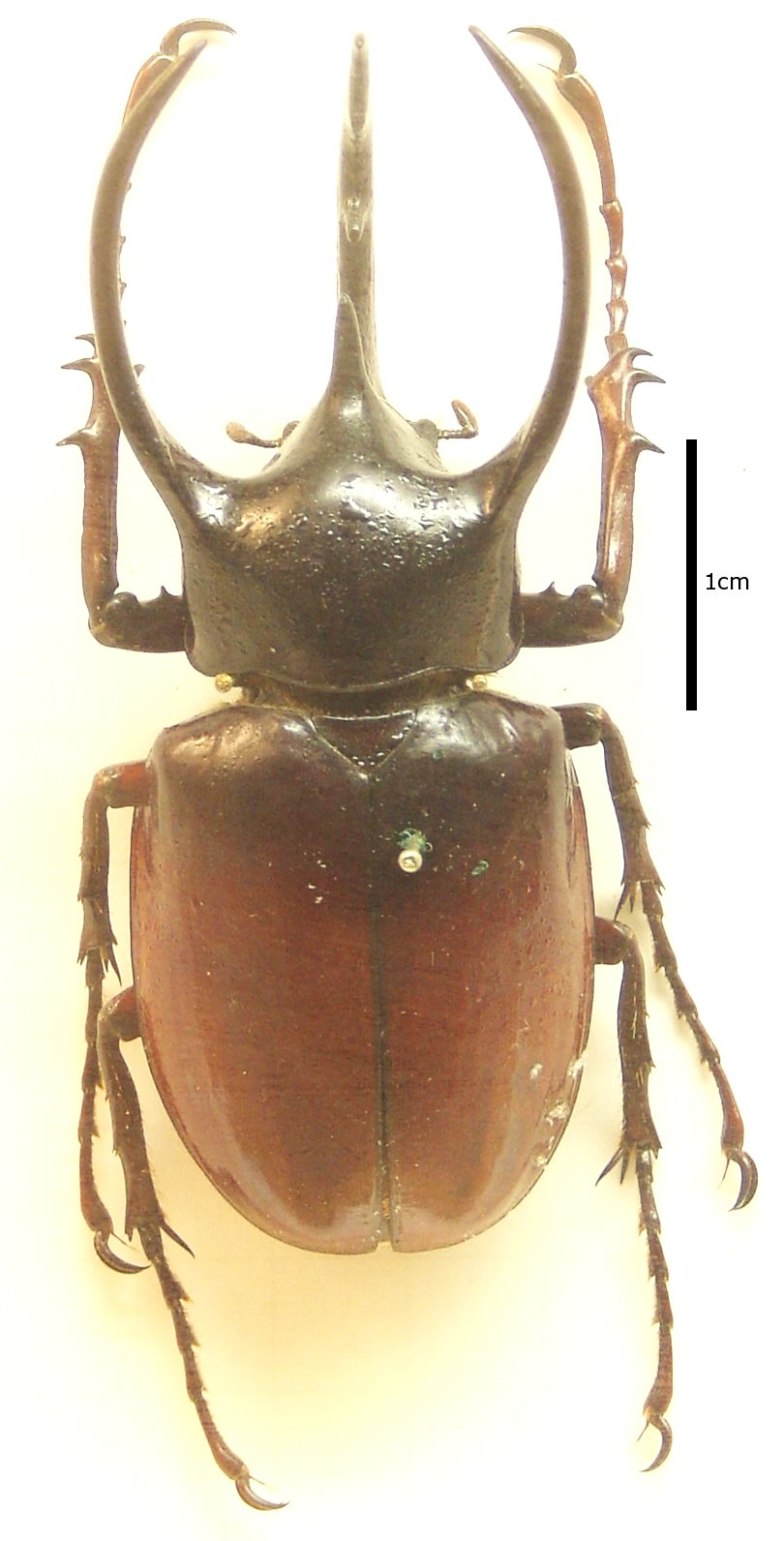
Chalcosoma atlas Dynastini
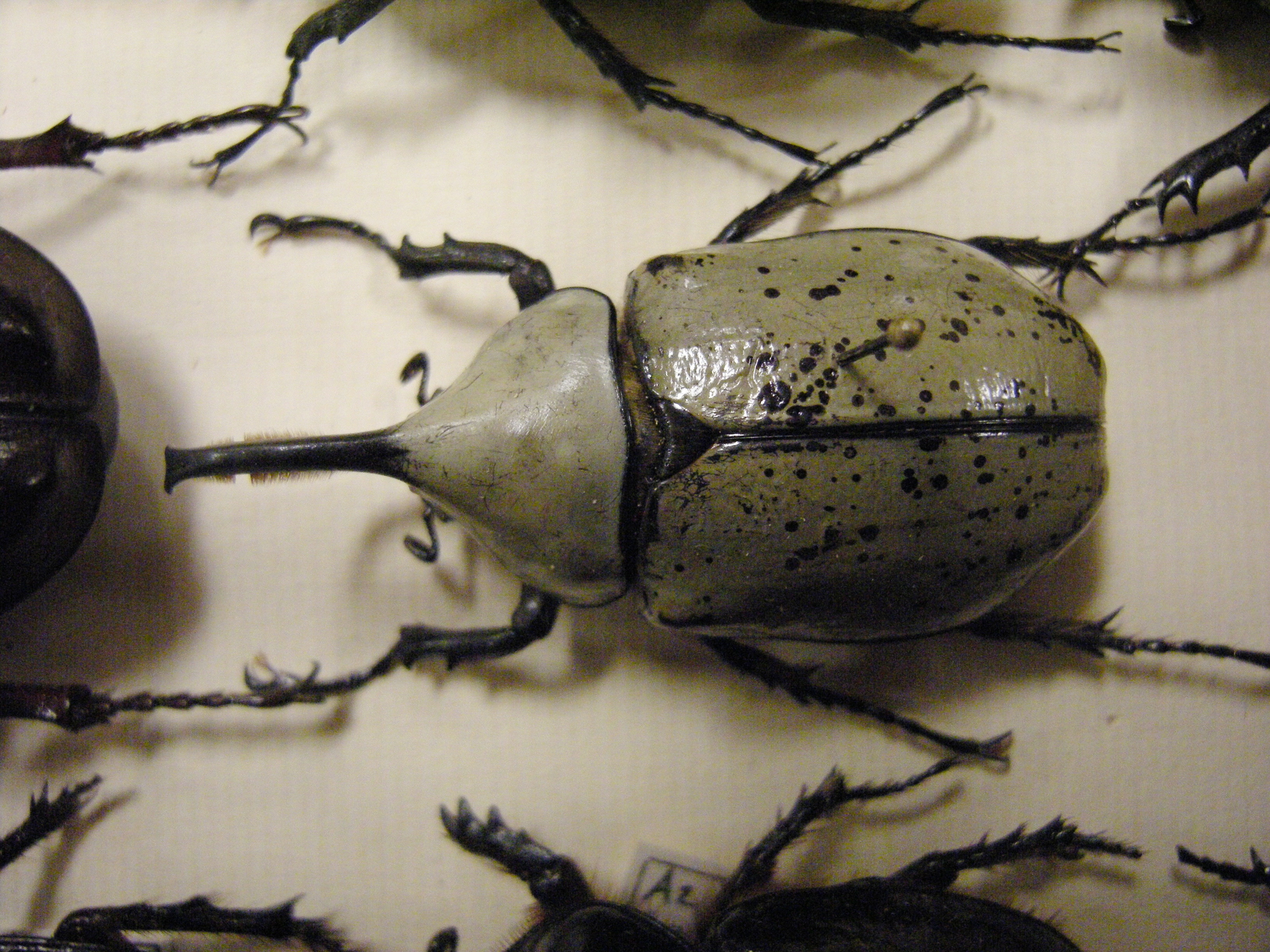
Dynastes granti Dynastini
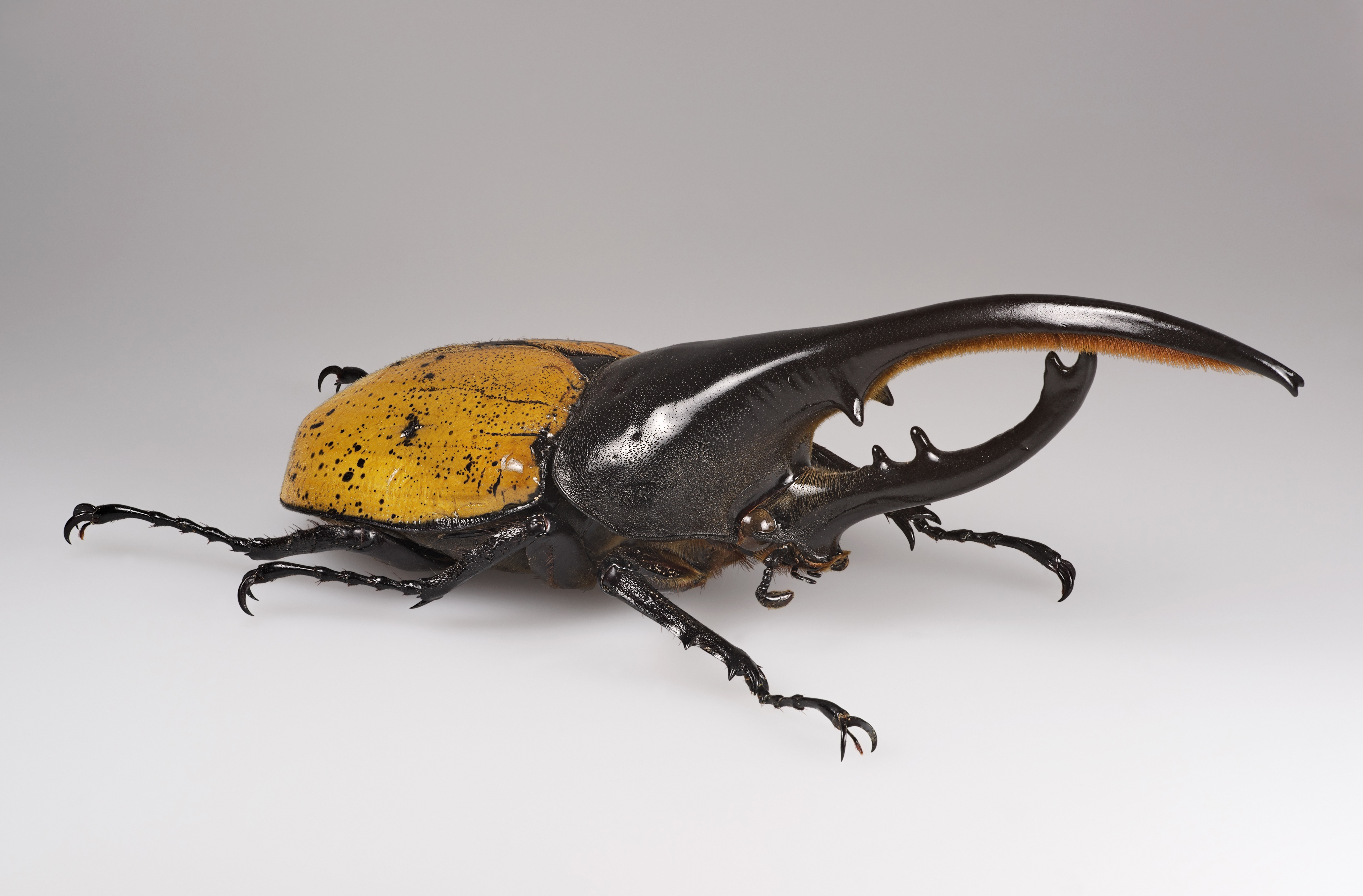
Dynastes hercules Dynastini
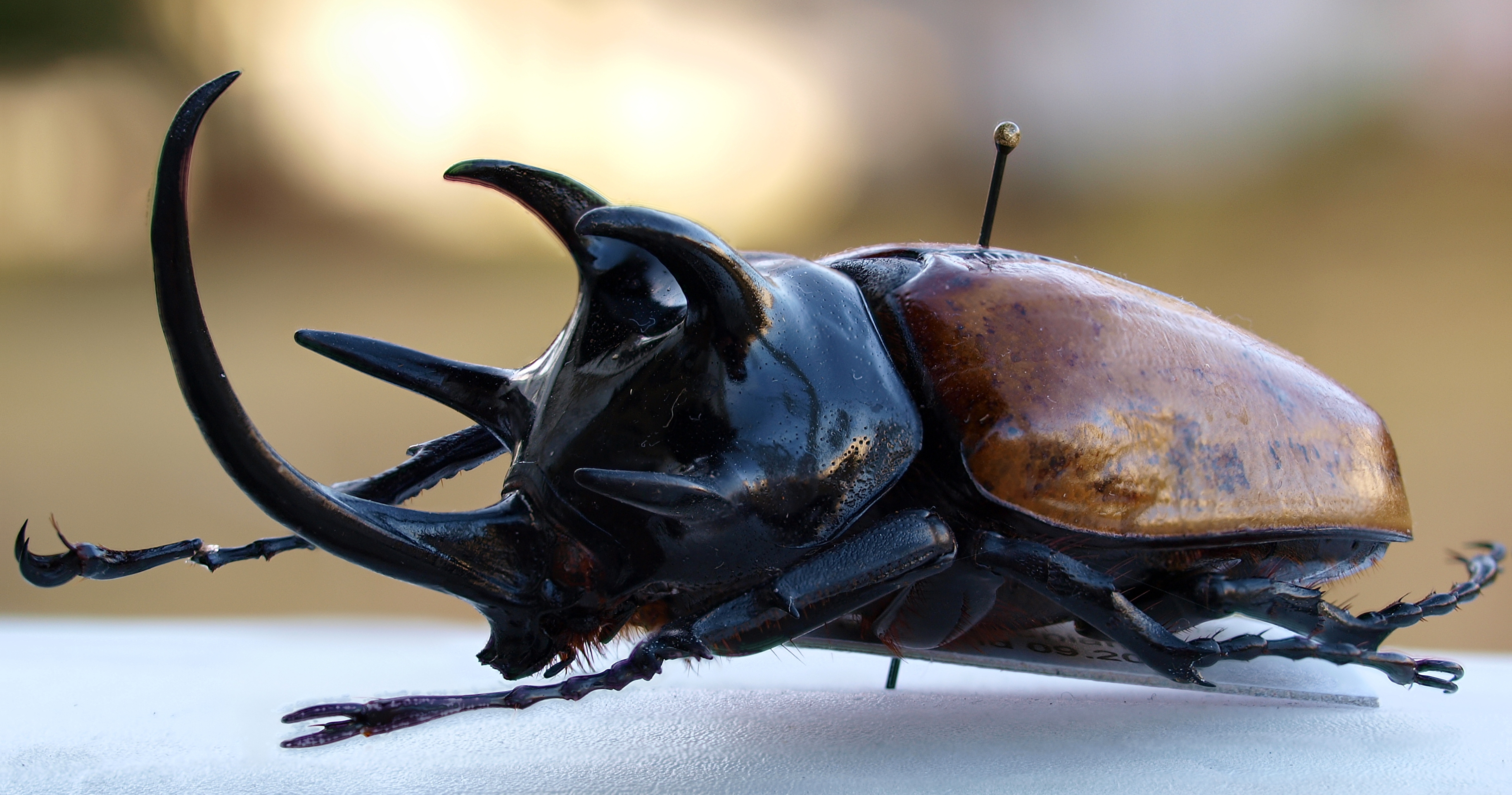
Eupatorus gracilicornis Dynastini
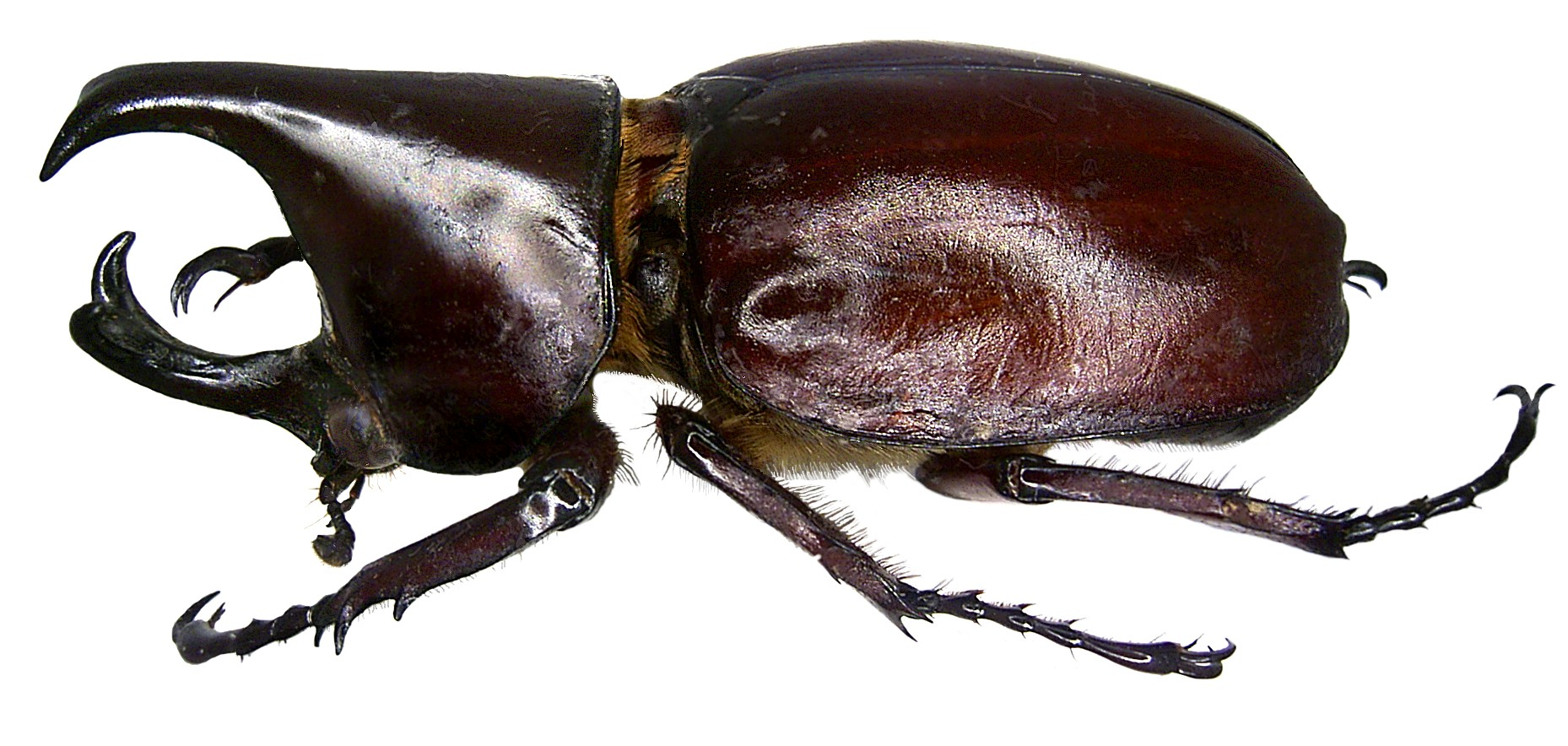
Xylotrupes gideon Dynastini
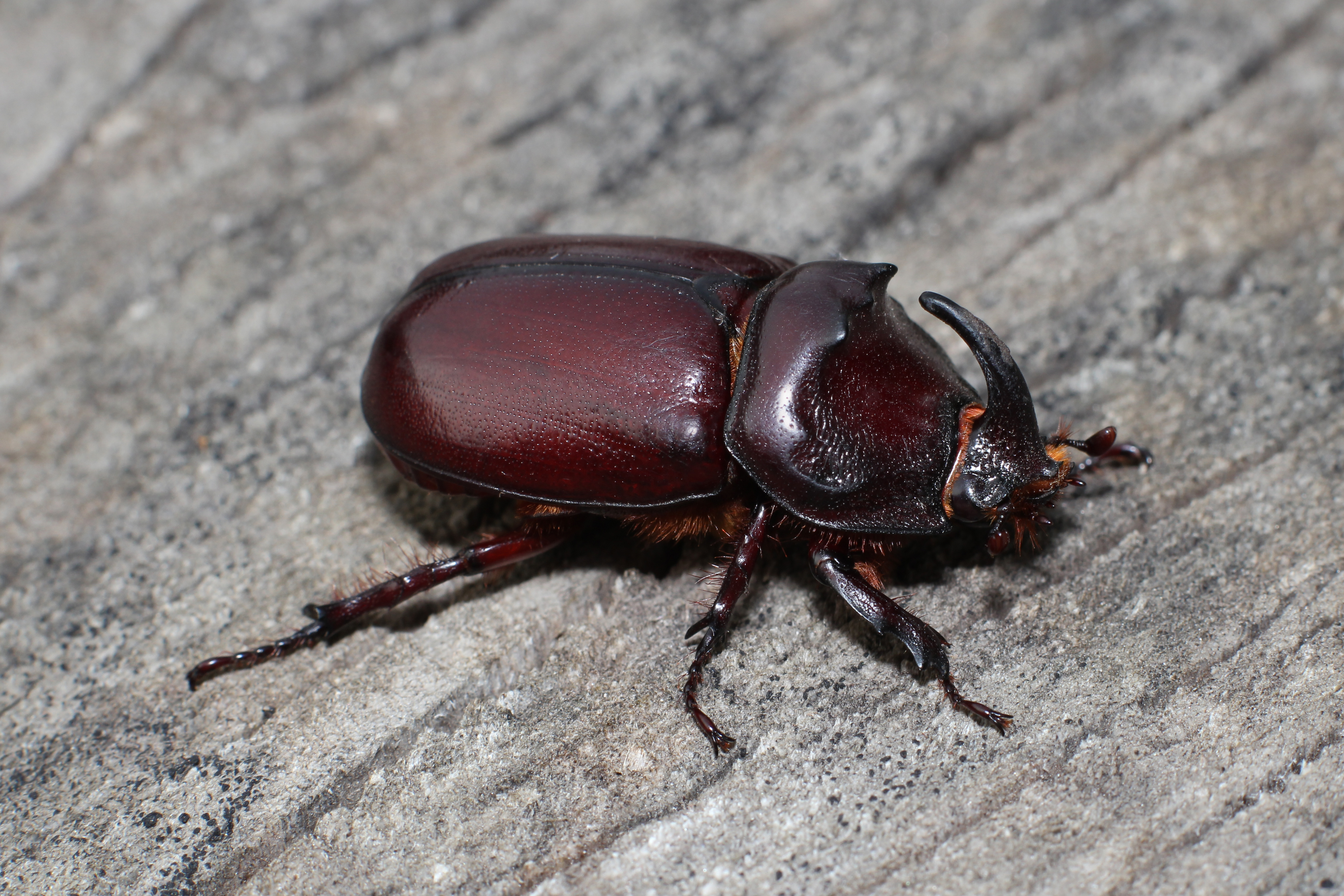
Oryctes nasicornis Oryctini
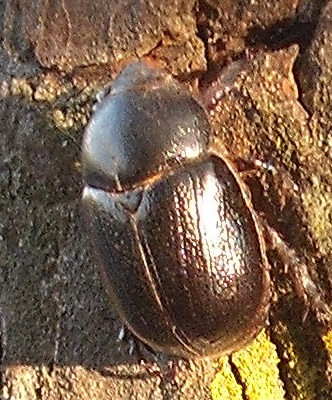
Pentodon bidens Pentodontini
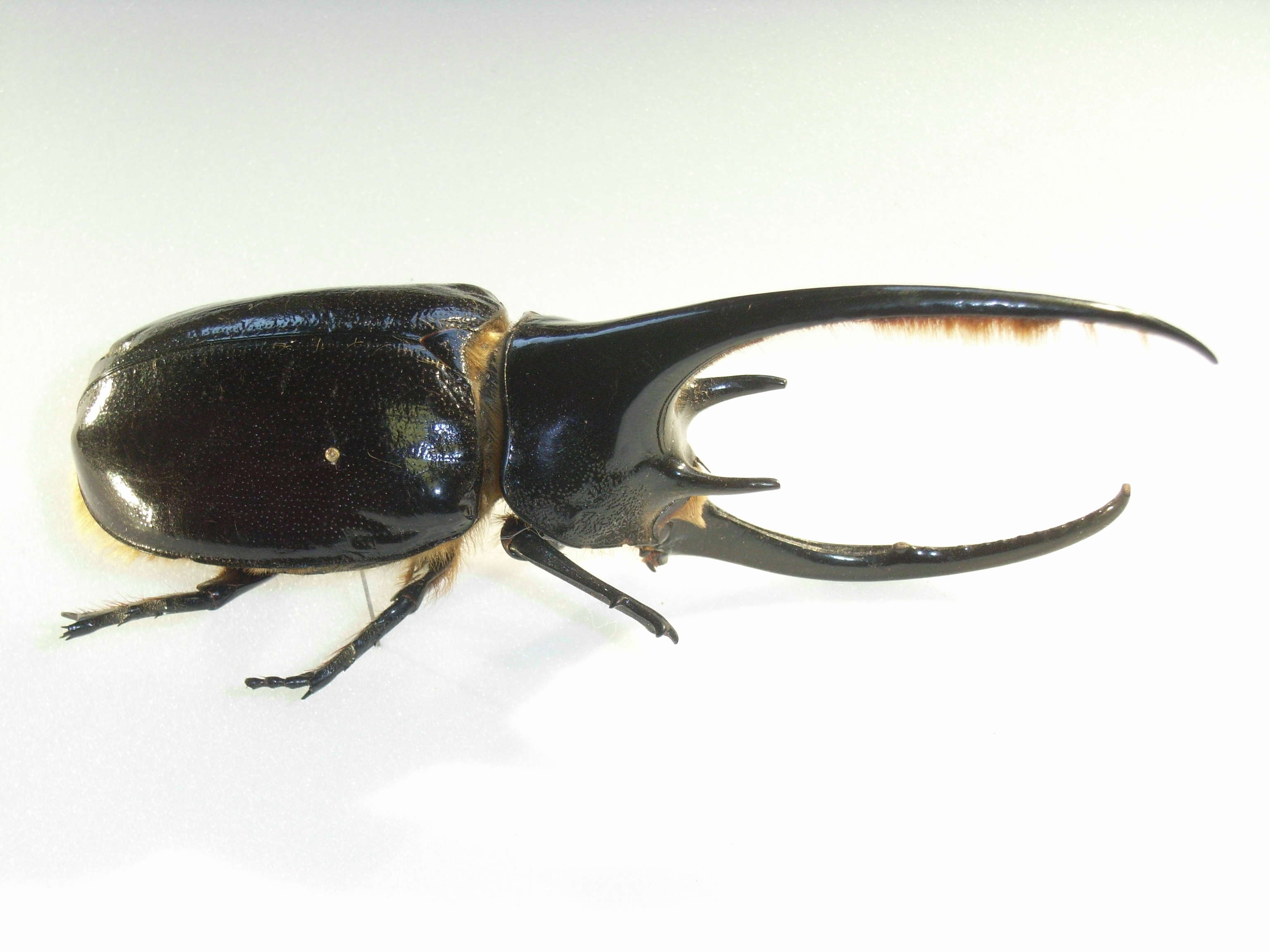
Dynastes neptunus Dynastini
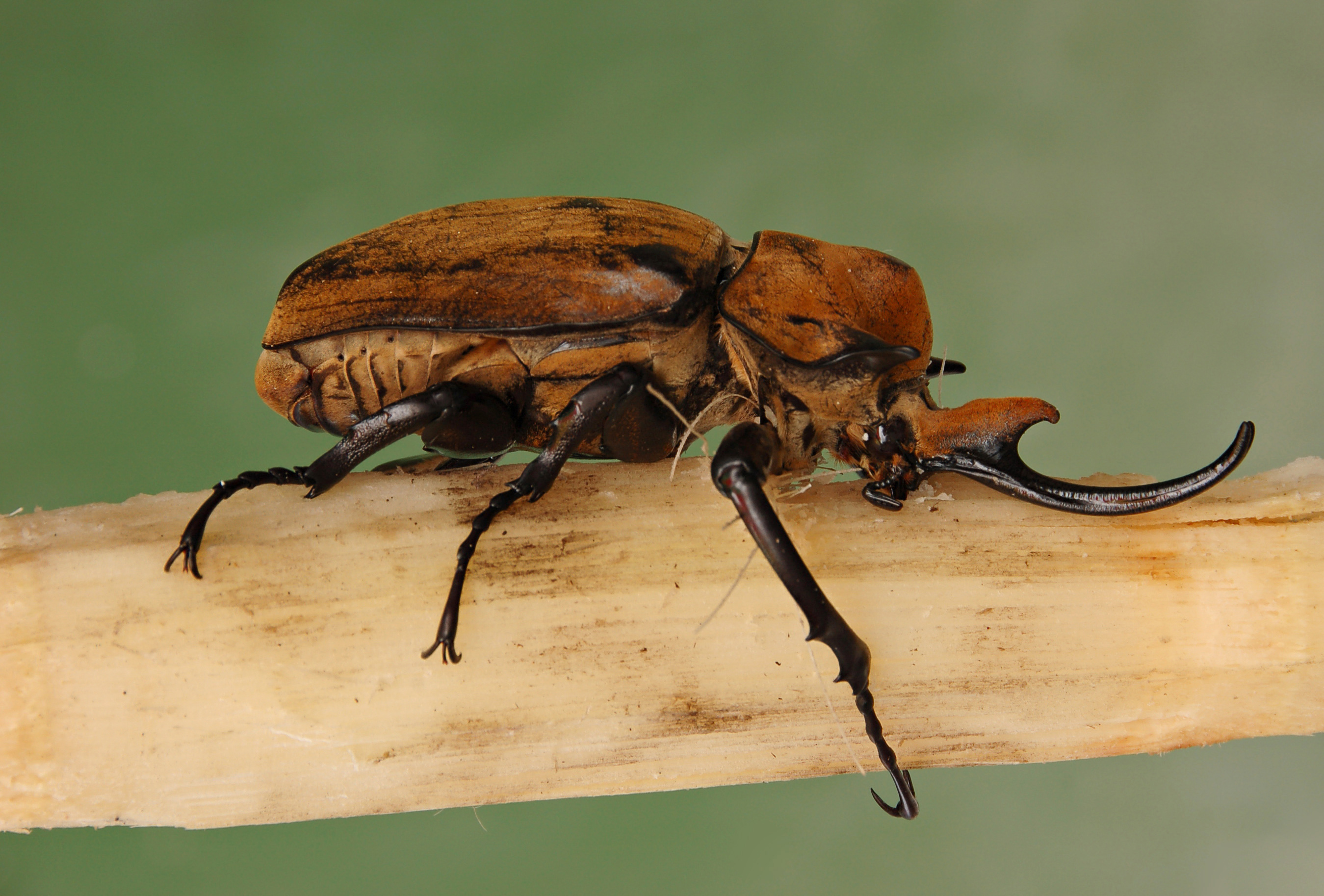
Megasoma elephas Dynastini
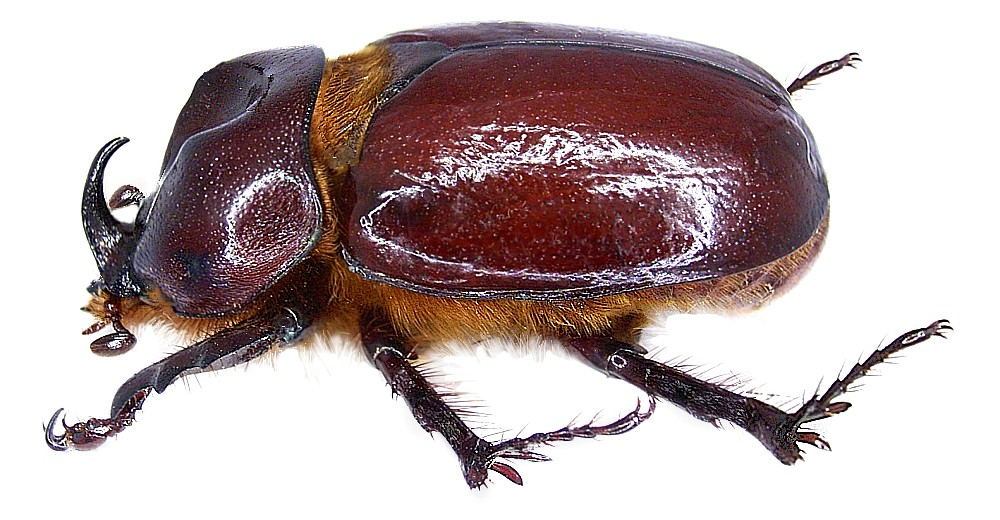
Phyllognathus excavatus Pentodontini
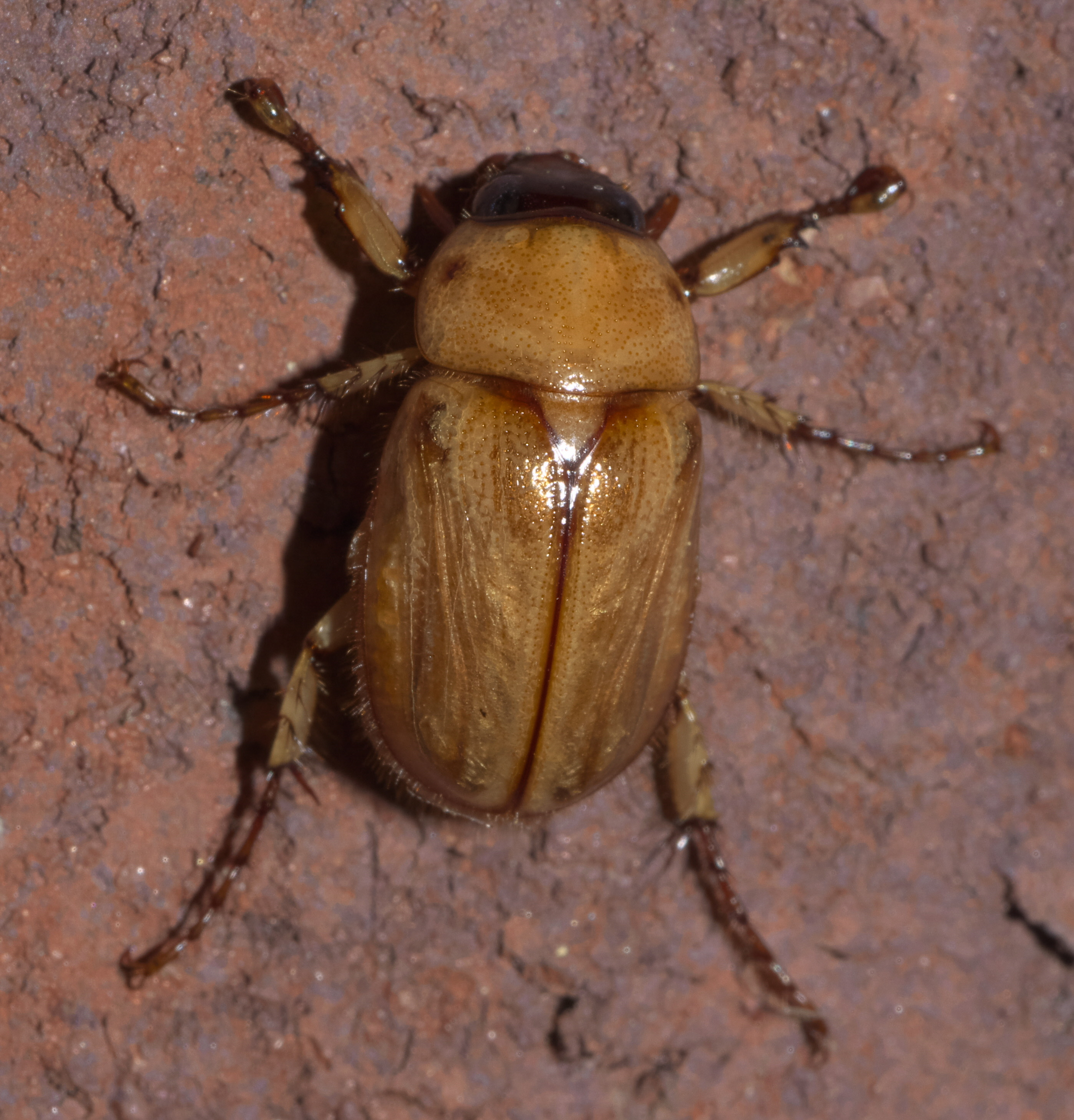
Cyclocephala sp. Cyclocephalini
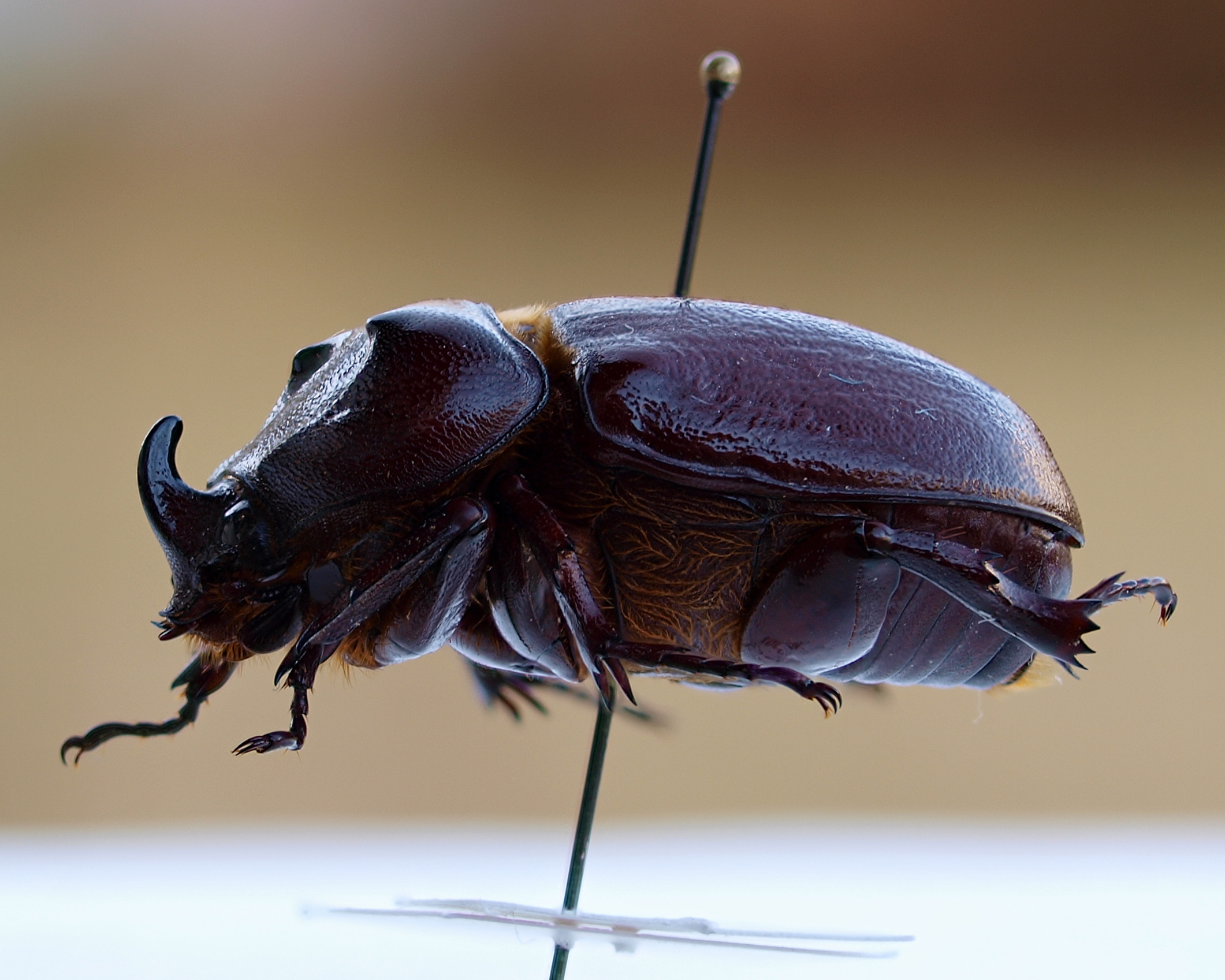
Blabephorus pinguis Oryctini
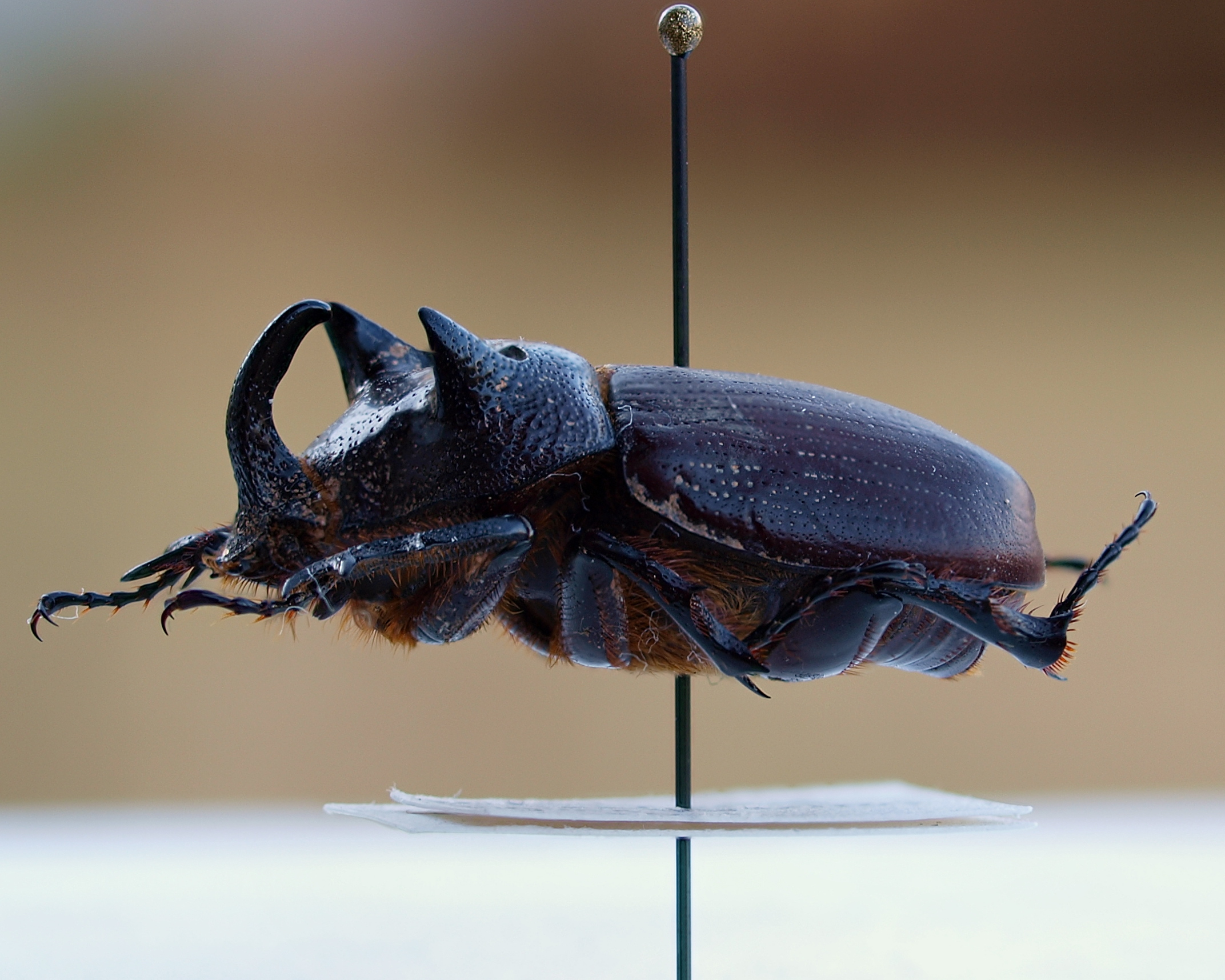
Coelosis bicornis Oryctini